# Polypedilum yapense
Polypedilum yapense är en tvåvingeart som beskrevs av Tokunaga 1964. Polypedilum yapense ingår i släktet Polypedilum och familjen fjädermyggor. Inga underarter finns listade i Catalogue of Life.